# Adolf Burger (fotbalista)
Adolf Burger (či Burgr) (16. září 1897 Praha – 29. srpna 1951) byl český fotbalista, záložník, reprezentant, hráč SK Slavia Praha. Bratr Jaroslava Burgra.

## Fotbalová kariéra
Do pražské Slavie přišel ze Sparty Kladno. Nastoupil k jedinému reprezentačnímu přátelskému utkání při prohře 3:4 s Jugoslávií 28. června 1922. Gól nevstřelil.